# Mehl-Räsling
Der Mehl-Räsling oder Mehlpilz (Clitopilus prunulus) ist ein Blätterpilz aus der Familie der Rötlingsverwandten. Es ist ein ergiebiger Speisepilz mit weißer Hutoberfläche, herablaufend angewachsenen Lamellen und rosa Sporen.

## Merkmale

### Makroskopische Merkmale
Die Fruchtkörper des Mehl-Räslings erscheinen einzeln oder in kleinen Gruppen.
Sie besitzen einen 3 bis 9, selten bis 12 Zentimeter breiten, dickfleischigen Hut. Dessen Form ist zunächst halbkugelig gewölbt und flacht zunehmend ab zu einer (teils trichterförmig) vertieften, zum eingerollten Rand hin welligen Form mit gewöhnlich einem breiten Buckel. Die weiße bis blassgrau-beige oder gelblich-cremefarbene Oberfläche ist zumindest trocken samtig-matt und fein bereift, bei Nässe klebrig oder schmierig. Die gedrängt stehenden, schmalen, auffallend weichen, am Stiel bogig herablaufenden Lamellen sind jung weiß und später bei Sporenreife durch das rosa-braune Sporenpulver entsprechend rosa gefärbt. Der Stiel ist häufig exzentrisch am Hut angewachsen, vollfleischig und weißlich überfasert. Er erreicht 2 bis 6 Zentimeter an Länge und wird 5 bis 15 Millimeter stark. Das Fleisch ist relativ weich. Es riecht und schmeckt typisch mehl- oder gurkenartig.

### Mikroskopische Merkmale

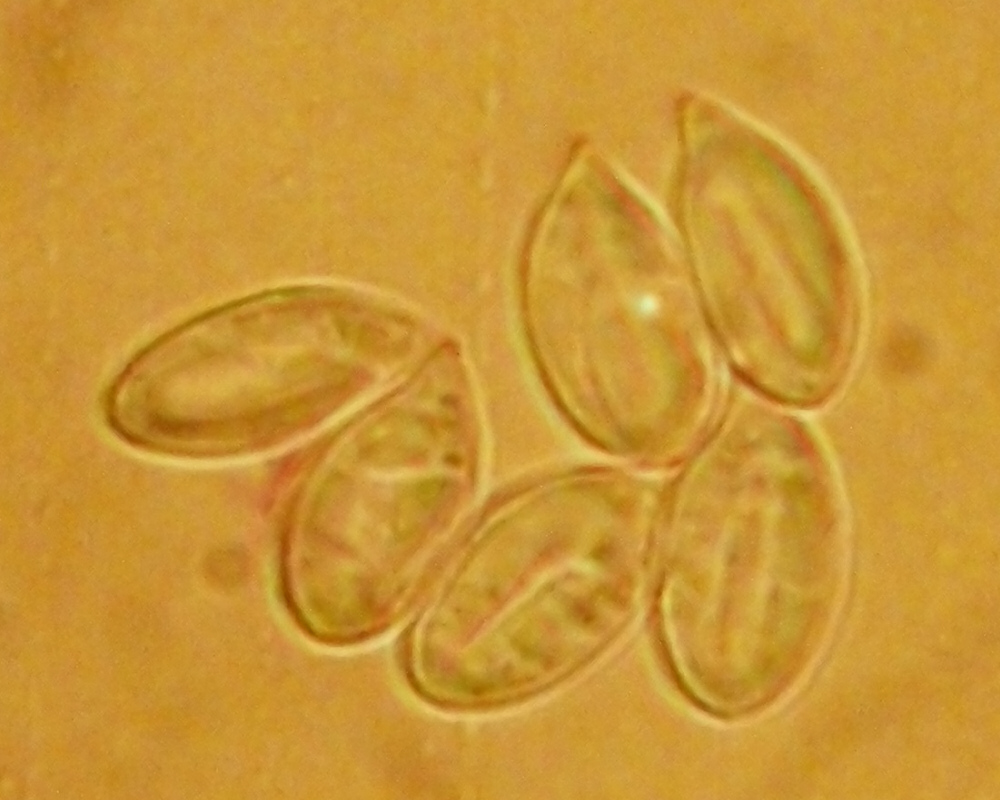
Die Sporen zeigen die für die Gattung typischen Längsstreifen.

Die mandelförmig bis ellipsoid geformten Sporen messen 10,5 – 12,5 × 5,5 – 6,5 µm (mit wenigen Ausreißern bis 14 × 8 µm) und sind 6 bis 8 Mal längs gerippt.
Die viersporigen Basidien messen 25 – 47 × 7 – 12 µm.
Die Huthaut ist eine Cutis oder Ixocutis aus 3 – 7 µm starken zylindrischen Hyphen.

## Artabgrenzung
Mit Clitopilus chrischonensis und Clitopilus abprunulus treten in Europa zwei weitere, dem Mehl-Räsling extrem ähnlich sehende Arten der Gattung der Räslinge auf. Erstere Art zeichnet sich durch fehlenden Mehlgeruch und vor allem durch das Auftreten von metachromatischen Hyphen in der Lamellentrama und zahlreiche Pleuro- und Cheilozystiden aus, letztere durch breitere Zellen in der Lamellentrama (bis 11 µm im Durchmesser), mit 8,5 – 11 × 5,5 – 8 µm relativ kurze, aber breite Sporen, einen grauen Hut und das Fehlen von Zystiden. Clitopilus cystidiatus, eine vierte, europäische, beschriebene Art, die aber molekulargenetisch in die Variationsbreite vom Mehl-Räsling im engen Sinn fällt, wurde auch anhand eines grauen Hutes und zahlreicher Zystiden beschrieben, beinhaltet somit jeweils ein Erkennungsmerkmal der beiden anderen Arten. Eine sichere Bestimmung ist somit nur durch Prüfen der Metachromasie und der Durchmesser der Tramahyphen der Lamellen möglich. Insbesondere Clitopilus abprunulus wurde in Mitteleuropa als Clitopilus prunulus s. str. fehlbestimmt bzw. nicht als eigenständige Art erkannt.
Clitopilus paxilloides gleicht dem Mehl-Räsling im engen Sinn in der Statur, hat aber einen dunkleren, graubräunlichen Hut und ist so makroskopisch abgrenzbar. Die Sporen sind mit 9,5 – 13,5 × 5,5 – 7 µm zudem relativ groß.
Speisepilzsammler, die den Mehl-Räsling im weiteren Sinn sammeln wollen, also inklusive der extrem ähnlichen Schwesterarten, erkennen das Mehl-Räslings-Aggregat anhand der reif rosa(braunen) Sporen, die die Lamellen entsprechend verfärben, die auffallend weichen, wie Wachs zerdrückbaren Lamellen und den starken mehlartigen Geruch und Geschmack. Gefährliche Verwechslungsmöglichkeiten bestehen mit giftigen weißen Trichterlingen wie dem stark giftigen Feld-Trichterling (Clitocybe quisquiliarum) und verwandten Arten.
Der zwischenzeitlich als giftig geltende, mittlerweile als Pilz uneinheitlich beurteiltem Speisewert geltende Weiße Büschelrasling (Leucocybe connata) hat weißes Sporenpulver.

## Verbreitung und Ökologie
Diese nicht seltene Art lebt in typischerweise reichhaltigen Böden hauptsächlich in Wäldern und Parkanlagen und fruchtet von Juli bis November. Sein Auftreten in ökologisch recht vielfältigen Lebensräumen zeigt wenig spezielle Anforderungen.
Die Art ist weit verbreitet und in Deutschland häufig, wobei hier Clitopilus abprunulus nicht unterschieden wurde. Die Häufigkeit und Verbreitung umfasst daher beide Arten gemeinsam. Clitopilus chrischonensis ist bislang nur aus der Schweiz bekannt, wurde aber anderswo möglicherweise ebenfalls übersehen.

## Inhaltsstoffe, Zusammensetzung
Der gurkenartige Geruch wurde auf trans-2-Nonenal zurückgeführt, welches bei Verletzung des Fruchtkörpers entsteht und dann in einer Konzentration von 17 Mikrogramm pro Gramm zerkleinertem Pilzgewebe vorhanden ist. Die enthaltene flüchtige Verbindung 1-Octen-3-ol macht die Art für die Bananenschnecke (Ariolimax columbianus) ungenießbar.

## Bedeutung
Der Mehl-Räsling ist ein guter und ergiebiger Speisepilz, der allerdings leicht mit giftigen weißen Trichterlingen verwechselt werden kann. Das Sammeln zu Speisezwecken ist daher nur Kennern zu empfehlen.

## Systematik und Taxonomie
Die offizielle wissenschaftliche Erstbeschreibung stammt aus einem 1772 veröffentlichten Werk von Joannes Antonius Scopoli zurück. Der von Scopoli vorgeschlagene Name Agaricus prunulus wurde von Elias Magnus Fries in seinem 1821 erschienenen Werk "Systema Mycologicum" sanktioniert. 1871 ordnete Paul Kummer das Taxon in seinem „Der Führer in die Pilzkunde“ der Gattung der Räslinge (Clitopilus) zu.
Das lateinische Art-Epitheton „prunulus“ („Pfläumchen“) nimmt über den Vergleich mit Pflaumen Bezug auf die Bereifung der Huthaut. Dieser Bezug findet sich auch in der deutschsprachigen Bezeichnung als „Pflaumenpilz“.
Auf seinen mehlartigen Geruch gehen sowohl die deutschen Trivialnamen als auch die englischsprachige Bezeichnung als „miller“ (deutsch „Müller“) zurück.